# Marjan Senjur
Marjan Senjur, slovenski ekonomist in politik, * 12. september 1944, Stara Nova vas, † 12. avgust 2022.
Diplomiral je 1968 in doktoriral 1977 na EF v Ljubljani. Kot podiplomski študent je študiral na Floridski državni univerzi (Tallahassee, ZDA). Od 1969 je delal na EF v Ljubljani, od 1989 kot redni profesor na dodiplomski in podiplomski ravni za predmeta makroekonomija ter gospodarska rast in razvoj; v letih 1985-87 je bil njen dekan, 1992-93 tudi predsednik Univerzitetnega sveta UL. 1989 je predaval na Clevelandski državni univerzi v ZDA. V letih 1993-97 je bil glavni in odgovorni urednik Slovenske ekonomske revije. Raziskoval, deloval in poučeval je na področju makroekonomije, gospodarskega razvoja in investicij. Objavil je knjige: Gospodarska rast in razvojna ekonomika (1993-2.izd.), Makroekonomija majhnega odprtega gospodarstva (1995-2.izd.), Makroekonomija (2001, 423 str.), Razvojna ekonomika: teorije in politike gospodarske rasti in razvoja (2002. XIV + 732 strani); uredil je knjigo Slovenia: A Small Country in the Global Economy (1993). Bil je sourednik in eden glavnih usklajevalcev ter piscev dela Approaching Europe - Growth, Competitiveness and Integration (1995).   
Med 7. junijem 1997 in 30. novembrom 2000 je bil v vladi Janeza Drnovška minister za ekonomske odnose in razvoj Republike Slovenije. Med letoma 2002 in 2004 je bil veleposlanik v Združenem kraljestvu Velike Britanije in Severne Irske, v letih 2006-07 (v času vlade Janeza Janše) predsednik vladnega strateškega sveta za gospodarski razvoj, v času vlade Boruta Pahorja pa med 2009 in 2012 predsednik vladnega fiskalnega sveta, ki je na podlagi zakona o javnih financah deloval kot posvetovalno telo za neodvisno oceno javnofinančne politike in izvajanje strukturnih reform.
Po upokojitvi je bil leta 2015 na predlog Ekonomske fakultete imenovan za zaslužnega profesorja Univerze v Ljubljani. Takrat so v utemeljitev zapisali, da za razvoj slovenske ekonomske znanosti ni bil pomemben le kot učitelj, pač pa tudi kot organizator tega področja življenja v Sloveniji in praktik. "Prof. dr. Marjan Senjur spada v majhno skupino slovenskih makroekonomistov, ki so dali pečat slovenski ekonomski znanosti in ekonomskemu poučevanju na način, da so se upali spopasti tudi s prakso gospodarske politike, prenesti izkušnje tudi v šolske klopi in pri tem niso zanemarili niti svojih strokovnih korenin v ekonomski znanosti niti velike heterogenosti znanosti, ki je označevala njihovo življenje."